# Comythovalgus kenyensis
Comythovalgus kenyensis är en skalbaggsart som beskrevs av Schein 1956. Comythovalgus kenyensis ingår i släktet Comythovalgus och familjen Cetoniidae. Inga underarter finns listade i Catalogue of Life.